# Chinaia agarista
Chinaia agarista är en insektsart som beskrevs av Kramer 1958. Chinaia agarista ingår i släktet Chinaia och familjen dvärgstritar. Inga underarter finns listade i Catalogue of Life.